# Heliographa orthoneura
Heliographa orthoneura är en tvåvingeart som först beskrevs av Malloch 1924.  Heliographa orthoneura ingår i släktet Heliographa och familjen husflugor. Inga underarter finns listade i Catalogue of Life.